# Cephalocereus scoparius
Cephalocereus scoparius es una especie de planta suculenta perteneciente al género Cephalocereus, dentro de la familia Cactaceae. Es endémica de México.  

## Descripción

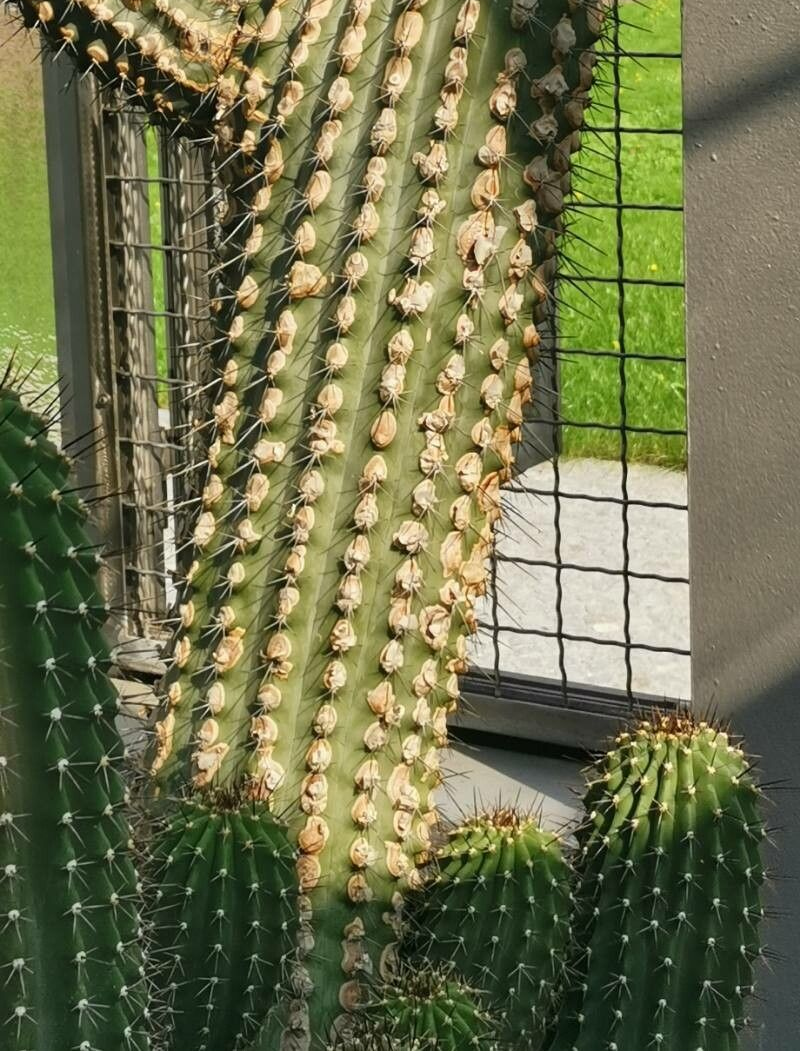
Detalle del tronco

Cephalocereus scoparius es una especie de cactus arborescente que crece en forma de candelabro, pudiendo alcanzar alturas de 6 a 12 m. Está muy ramificado, con tallos de 8 a 15 cm de diámetro y un tronco muy pronunciado de hasta 30 cm de diámetro.
Presenta de 14 a 30 costillas ligeramente tuberculadas y abultadas, con una sección transversal triangular. Sobre ellas se asientan las areolas, las cuales contienen de 1 a 2 espinas centrales de color negro que se vuelven grises con la edad. Son aplastadas, algo rígidas, rectas o ligeramente curvadas hacia el interior y miden de 1,8 a 2,1 cm de largo. Además hay de 5 a 9 espinas radiales flexibles que están ligeramente curvadas hacia abajo. Son inicialmente oscuras y se vuelven más claras con la edad, llegando a medir de 0,5 a 1,3 cm de largo. 
Las flores tienen forma de campana y aparecen cerca de las puntas de los tallos. Son de color rojizo, miden de 1,8 a 2,1 cm de largo y alcanzan un diámetro de hasta 3,1 cm. Su pericarpelo y tubo floral están cubiertos de grandes tubérculos y escamas que luego se caen. Los frutos son rojos, esféricos y miden hasta 3 cm de largo.

## Distribución y hábitat
El área de distribución nativa de esta especie es México (concretamente en los estados de Veracruz y Oaxaca) y crece principalmente en el bioma tropical estacionalmente seco.

## Taxonomía
La primera descripción de esta especie fue como Pilocereus scoparius, publicada en 1853 por el botánico alemán Heinrich Poselger en la revista científica Allgemeine Gartenzeitung 21: 126.
Más tarde, los botánicos estadounidenses Nathaniel Lord Britton y Joseph Nelson Rose trasladaron la especie al género Cephalocereus, por lo que pasó a llamarse Cephalocereus scoparius. y Registraron estos cambios en la revista científica Contributions from the United States National Herbarium 12: 419, publicada en 1909.
Etimología
- Cephalocereus: nombre genérico que deriva de la palabra griega kephalē (que significa 'cabeza', en alusión a la estructura lanosa llamada cefalio donde nacen sus flores), y la palabra latina cereus (que se traduce como 'vela' o 'cirio'), haciendo alusión a su forma alargada perfectamente recta. También puede hacer referencia al género Cereus, por lo que se traduciría como 'cereus con cabeza o cefalio'.[5]
- scoparius: epíteto específico que proviene del latín y que significa 'parecido a una escoba', haciendo referencia a las espinas de la especie.[6]

## Estado de conservación
En la Lista Roja de Especies Amenazadas de la UICN, la especie está clasificada como de “Preocupación Menor (LC)”.

## Usos
Se cultiva principalmente como planta ornamental y su propagación se realiza normalmente a través de esquejes o semillas